# Кіноповість
Кіноповість (грец. kineo — рухаю) — твір кіномистецтва, сюжет якого порівняно складний, базується на цілій низці подій і в якому досягається епічна широта охоплення зображуваної дійсності. Разом з тим у другій половині XX ст. набуло поширення інше значення цього терміна: наголос переноситься із слова «кіно» на слово «повість». Так, кіноповістю називають сценарій, зумисним чином перероблений для читання (при переробці вилучаються специфічні кінематографічні терміни, розширюються діалогічні сцени, вводяться ліричні відступи, граматичний теперішній час змінюється минулим тощо). Окрім того, так називають повість, що створена із свідомою орієнтацією на певні кінематографічні прийоми оповіді (подрібнення дії на короткі епізоди, лаконічність діалогу та авторських пояснень, монтажний характер епізодів тощо).
Видатним майстром і, певною мірою, першовідкривачем жанру був Олександр Довженко («Зачарована Десна», «Україна в огні» та ін.).